# Anna-Karin Heijdenberg
Anna-Karin Heijdenberg (* 22. Juli 2000 in Östersund, Jämtlands län) ist eine schwedische Biathletin, die seit 2024 der schwedischen Nationalmannschaft angehört. Sie wurde 2025 Europameisterin im Sprint.

## Sportliche Laufbahn
Anna-Karin Heijdenberg gab ihr internationales Debüt im März 2019 im IBU-Junior-Cup und nahm auch an den Junioreneuropameisterschaften teil. Erst drei Jahre später trat sie mit der Teilnahme an den Juniorenweltmeisterschaften 2021 wieder in Erscheinung, spielte aber in den Ergebnislisten keine Rolle. Ihr Debüt im IBU-Cup gab die Schwedin Anfang 2022 in Osrblie und wurde 66. des Sprints, am Saisonende nahm sie zudem erneut an der Junioren-WM teil und belegte mit der Staffel den sechsten Rang sowie Platz 27 in Sprint und Verfolgung. Nach einem weiteren Winter ohne internationale Rennteilnahmen lief Heijdenberg im November 2023 bei den Vorbereitungsrennen in Idre überraschend hinter Elvira Öberg auf den zweiten Platz, womit sie sich für das IBU-Cup-Team qualifizierte. Dort überzeugte die Schwedin sofort, beispielsweise erzielte sie in Kontiolahti mit Sara Andersson, Emil Nykvist und Henning Sjökvist den zweiten Rang im Mixedwettbewerb. Ihr erstes Individualpodest folgte nur wenig später, dank einer starken Laufzeit belegte Heijdenberg im Sprint von Idre trotz zweier Schießfehler Position drei. Auch in allen weiteren Sprintrennen während der Saison erzielte sie gute Ergebnisse, so beispielsweise bei den Europameisterschaften, wo sie als Viertplatzierte eine Medaille um gut fünf Sekunden verpasste. Anfang März 2024 gab die Schwedin in Oslo schließlich ihr Debüt im Weltcup und erreichte auf Anhieb Platz 25 im Einzel. Noch einmal verbessern konnte sie sich beim Saisonfinale in Canmore, wo sie im Sprint ohne Schießfehler Rang 15 belegte.
Mit Beginn der Saison 2024/25 war Heijdenberg regulärer Teil des Weltcupteams und konnte schnell mit guten Ergebnissen überzeugen. In Hochfilzen war sie erstmals Teil einer Frauenstaffel und erreichte den dritten Platz, obwohl sie im Stehendanschlag eine Strafrunde verursachte. Nach mittelmäßigen Ergebnissen im zweiten Trimester wurde sie jedoch nicht für die WM nominiert, sondern startete bei den Europameisterschaften in Martell. Dort überzeugte die Schwedin vor allem im läuferischen Bereich, konnte ohne Fehlschuss den Sprint für sich entscheiden und wurde in der Verfolgung hinter Baiba Bendika Zweite. Im Einzel gewann sie trotz dreier Strafminuten die Bronzemedaille. Beim Wochenende auf der Pokljuka-Hochebene in Slowenien unterbot Heijdenberg ihre bis dato beste Platzierung im Weltcup klar, indem sie im Kurzeinzel den vierten Platz belegte und im Massenstart Achte wurde. Durch diese Ergebnisse wurde sie für die am gleichen Ort stattfindende Mixedstaffel nominiert und feierte mit Hanna Öberg, Martin Ponsiluoma und Sebastian Samuelsson ihren ersten Weltcupsieg. Nach Saisonende gewann sie zudem die schwedischen Meistertitel im Massenstart sowie (mit Martin Ponsiluoma) in der Single-Mixed-Staffel.

## Statistiken

### Weltcupsiege
| Nr. | Datum         | Ort      | Disziplin      |
| --- | ------------- | -------- | -------------- |
| 1.  | 16. März 2025 | Pokljuka | Mixedstaffel 1 |

### Weltcupplatzierungen
Die Tabelle zeigt alle Platzierungen (je nach Austragungsjahr einschließlich Olympische Spiele und Weltmeisterschaften).
- 1.–3. Platz: Anzahl der Podiumsplatzierungen
- Top 10: Anzahl der Platzierungen unter den ersten zehn (einschließlich Podium)
- Punkteränge: Anzahl der Platzierungen innerhalb der Punkteränge (einschließlich Podium und Top 10)
- Starts: Anzahl gelaufener Rennen in der jeweiligen Disziplin
- Staffel: inklusive Mixed- und Single-Mixed-Staffeln

| Platzierung               | Einzel | Sprint | Verfolgung | Massenstart | Staffel | Gesamt |
| ------------------------- | ------ | ------ | ---------- | ----------- | ------- | ------ |
| 1. Platz                  |        |        |            |             | 1       | 1      |
| 2. Platz                  |        |        |            |             |         |        |
| 3. Platz                  |        |        |            |             | 1       | 1      |
| Top 10                    | 1      |        |            | 1           | 2       | 4      |
| Punkteränge               | 3      | 5      | 1          | 2           | 2       | 13     |
| Starts                    | 4      | 8      | 5          | 2           | 2       | 21     |
| Stand: Saisonende 2024/25 |        |        |            |             |         |        |

### Weltcupwertungen
Ergebnisse bei Weltcups (Disziplinen- und Gesamtweltcup) gemäß Punktesystem.
| Saison  | Einzel | Einzel | Sprint | Sprint | Verfolgung | Verfolgung | Massenstart | Massenstart | Gesamt | Gesamt |
| Saison  | Platz  | Punkte | Platz  | Punkte | Platz      | Punkte     | Platz       | Punkte      | Platz  | Punkte |
| ------- | ------ | ------ | ------ | ------ | ---------- | ---------- | ----------- | ----------- | ------ | ------ |
| 2023/24 | 51.    | 16     | 52.    | 26     | –          | –          | –           | –           | 65.    | 42     |
| 2024/25 | 11.    | 82     | 52.    | 35     | 79.        | 1          | 29.         | 53          | 39.    | 171    |

### Juniorenweltmeisterschaften
Ergebnisse bei den Juniorenweltmeisterschaften:
| Weltmeisterschaften | Weltmeisterschaften | Einzelwettbewerbe | Einzelwettbewerbe | Einzelwettbewerbe | Damenstaffel |
| Jahr                | Ort                 | Einzel            | Sprint            | Verfolgung        | Damenstaffel |
| ------------------- | ------------------- | ----------------- | ----------------- | ----------------- | ------------ |
| 2021                | Obertilliach        | 67.               | 54.               | 59.               | –            |
| 2022                | Soldier Hollow      | 42.               | 27.               | 27.               | 6.           |

### IBU-Cup-Siege
| Nr. | Datum         | Ort          | Disziplin |
| --- | ------------- | ------------ | --------- |
| 1.  | 31. Jan. 2025 | Martell (EM) | Sprint    |